# Гравемайер, Чарльз
Чарльз Гравемайер (англ. Charles Grawemeyer; 1912 — 1993) — американский предприниматель и меценат.
Родился в штате Кентукки в семье иммигрантов из Германии. Окончил ускоренные курсы Луисвиллского университета (1934) как инженер-химик, на протяжении 40 лет работал в компании Reliance Universal, производившей краски и лаки, и дослужился до поста председателя совета директоров. В 1968 г. основал собственную фирму Plastic Parts Inc.
Прежде всего известен как учредитель Фонда Гравемайера, которому в 1984 году передал 9 миллионов долларов США для учреждения премии за достижения в сочинении академической музыки; премия Гравемайера в области музыки была впервые присуждена на следующий год Витольду Лютославскому, её лауреатами в дальнейшем становились такие выдающиеся композиторы, как Кшиштоф Пендерецкий, Дьёрдь Лигети, Пьер Булез, Тору Такэмицу, Кайя Саариахо. Позднее премия Гравемайера получила ещё 4 номинации, в том числе номинацию «За улучшение мирового порядка», в которой в 1994 году был награждён Михаил Горбачёв.